# Tokijska wyspa ciepła

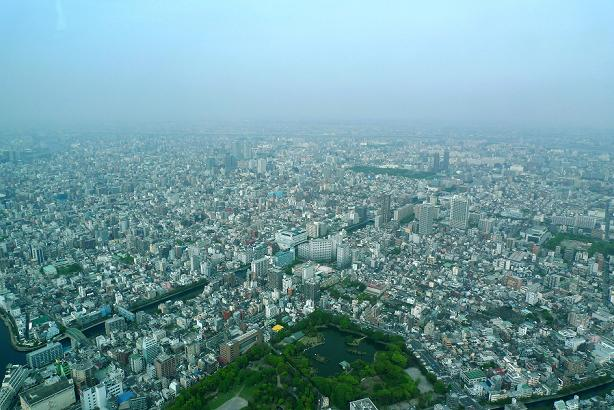
Ilustracja skali problemów ochrony środowiska w Tokio
Widok z helikoptera na miasteczko olimpijskie (1992)

Tokijska wyspa ciepła – jedna z największych miejskich wysp ciepła (MWC, en. Urban Heat Island, UHI), czyli miejskich aglomeracji o mikroklimacie charakterystycznym dla pustyń kamienistych. Metropolia Wielkie Tokio (Tokio-Kawasaki-Jokohama-Chiba-Saitama) skupia 32-43 mln mieszkańców. Wywiera wpływ na klimat, np. siłę i kierunki wiatrów oraz ilość opadów, w całym otoczeniu Zatoki Tokijskiej.  

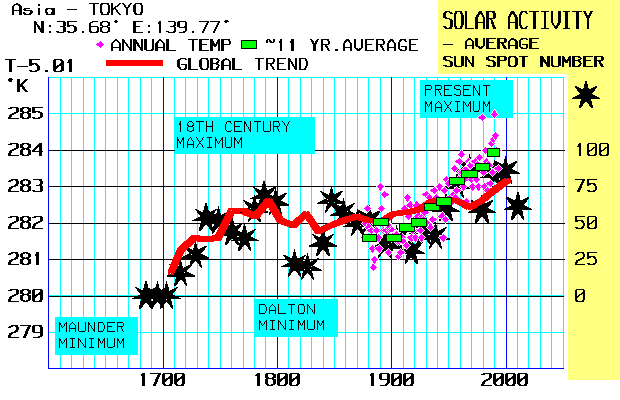
Historia zmian temperatury w Tokio w zestawieniu z tendencją globalną

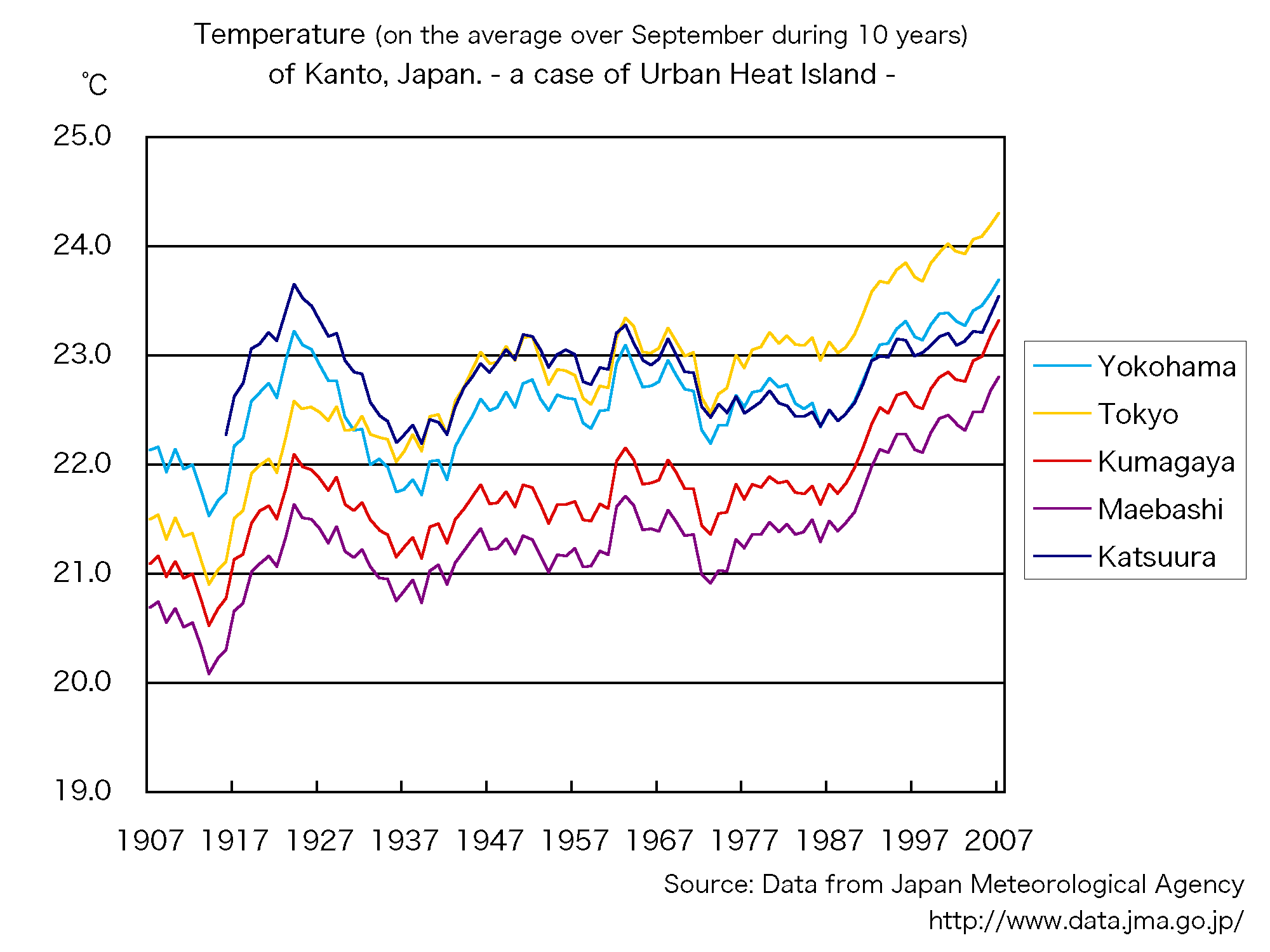
Historia zmian temperatury. Tokio na tle innych MWC

Prądy konwekcyjne i opady w rejonie wyspy ciepła

## Długookresowe zmiany temperatury w rejonie metropolii
Ocieplenie klimatu Ziemi, skorelowane ze wzrostem stężenia w powietrzu gazów cieplarnianych (w tym CO2) i wzrostem aktywności Słońca (liczba Wolfa), zachodzi w skali globalnej od stuleci. Według danych Japońskiej Agencji Meteorologicznej w metropolii tokijskiej wzrost temperatury jest szybszy niż w innych rejonach świata. Dotyczy to przede wszystkim ery uprzemysłowienia i urbanizacji (XIX i XX w.). W XX wieku średnia dziesięcioletnia temperatura września wzrosła w Tokio od wartości ok. 21 °C do ponad 24 °C. W innych miastach obszaru metropolitalnego zanotowano nieco mniejsze tempo wzrostu (np. w Jokohamie od około 22 °C do ok. 23,5 °C).
Przedstawione procesy są od lat 90. XX wieku przedmiotem badań meteorologicznych, które doprowadziły do opracowania matematycznych modeli wymiany ciepła i masy. Modele umożliwiają prognozowanie wpływu dalszego rozwoju miasta na lokalny klimat (racjonalizacja gospodarki energią). 